# Bahnhof Walldürn
Der Bahnhof Walldürn ist ein Bahnhof in der baden-württembergischen Stadt Walldürn. Er besitzt heute drei Bahnsteiggleise und liegt im Verbundgebiet des Verkehrsverbundes Rhein-Neckar (VRN). Der Bahnhof bildet den Betriebsmittelpunkt der Madonnenlandbahn und war zwischen 1911 und 1999 Ausgangspunkt der Zweigstrecke nach Hardheim.

## Geschichte
Der Bahnhof Walldürn wurde mit dem Streckenabschnitt Seckach–Walldürn der als Madonnenlandbahn bezeichneten Bahnstrecke Seckach–Miltenberg 1887 eröffnet. Zwei Jahre später wurde mit dem Streckenabschnitt Walldürn–badisch/bayerische Grenze–Amorbach der Anschluss an das schon seit 1880 fertiggestellte bayerische Teilstück Amorbach–Miltenberg West hergestellt. Bauherren der Strecke waren die Großherzoglich Badischen Staatseisenbahnen sowie die Königlich Bayerischen Staats-Eisenbahnen.
Am 23. Dezember 1911 wurde der Betrieb auf der 9,7 km langen, eingleisigen Nebenbahn Walldürn–Hardheim aufgenommen. Damit wurde der Bahnhof Walldürn zu einem Trennungsbahnhof. Jedoch wurde der Personenverkehr auf dieser Strecke bereits zum 23. Mai 1954 eingestellt.
Der Güterverkehr zwischen Walldürn und Hardheim wurde noch aufrechterhalten, ehe die Nebenbahn zum 31. Oktober 1999 komplett stillgelegt und anschließend abgebaut wurde, womit Walldürn seine Bedeutung als Eisenbahnknotenpunkt verlor.
Im Herbst 2007 wurde nach mehrmonatiger Streckensperrung durch die Westfrankenbahn, die hier Strecke und Verkehr betreibt, die Strecke Seckach–Miltenberg auf Zugleitbetrieb umgestellt. Im Bahnhof Walldürn wurde für Holztransporte ein Ladegleis errichtet.

## Bahnanlagen

### Empfangsgebäude
Das stattliche Empfangsgebäude des Walldürner Bahnhofs ist heute ein asiatisches Restaurant.

### Gleisanlagen
Der Bahnhof Walldürn besitzt noch heute – trotz Stilllegung der Nebenbahn nach Hardheim – recht umfangreiche Gleisanlagen. Für den Personenverkehr auf der Madonnenlandbahn stehen insgesamt drei Bahnsteiggleise zur Verfügung, wobei das ehemalige Gleis 1 am Hausbahnsteig zu einem Stumpfgleis zurückgebaut wurde und planmäßig nicht mehr genutzt wird. Der Personenverkehr wird an den Gleisen 2 und 3 am Mittelbahnsteig abgewickelt. Züge in Richtung Buchen/Seckach nutzen meistens Gleis 2, Züge Richtung Amorbach/Miltenberg Gleis 3. Neben Gleis 3 liegen noch zwei bahnsteiglose Gleise, welche vereinzelt noch als Abstellgleise für Güter- und Regionalzüge dienen. Neben Amorbach und Bödigheim finden im Bahnhof Walldürn so gut wie alle Zugkreuzungen auf der Madonnenlandbahn statt.

### Bahnsteige
Im Oktober 2018 wurde der Bau eines neuen, 55 Zentimeter hohen Mittelbahnsteigs abgeschlossen, wodurch ein komplett barrierefreier Zustieg zu den Regionalbahnen ermöglicht wird. Die Kosten beliefen sich auf rund 620.000 Euro.

## Verkehr
In der Regel fährt werktags jede Stunde mindestens je ein Zug pro Richtung. In den Hauptverkehrszeiten gibt es zusätzliche Verstärkerzüge, die dann meist ab Miltenberg über die Bahnstrecke Aschaffenburg–Miltenberg nach Aschaffenburg durchgebunden sind. Einen einheitlichen Taktfahrplan gibt es allerdings nur an Wochenenden, wo alle zwei Stunden gefahren wird. Eingesetzt werden Dieseltriebwagen der Baureihe 642. Durchgeführt wird der Personenverkehr von der DB-Tochter Westfrankenbahn.

## Bahnhofsvorplatz
Der Bahnhofsvorplatz des Walldürner Bahnhofs wurde durch die Stadt Walldürn 2008 in Karl-Heinz-Joseph-Platz, nach dem SPD-Politiker Karl-Heinz Joseph (1954–2007), umbenannt. Auf dem Vorplatz befinden sich einige Bushaltestellen, die von Regionalbuslinien angefahren werden. Diese verbinden den Bahnhof mit den umliegenden Städten, Dörfern und Gemeinden.